# A-105
Die Mission A-105 (auch Pegasus 3 genannt) war der dritte von drei Flügen im Rahmen des Apollo-Programms der NASA, der einen aktiven Forschungssatelliten ins All brachte. Eine zweistufige Saturn I mit einem Dummy des Apollo-Raumschiffs transportierte den Satelliten Pegasus 3 in einen erdnahen Orbit (LEO). Die Mission unterschied sich nur geringfügig von A-103 und A-104.

## Ziele
Aufgabe der Pegasus-Missionen war es, die Häufigkeit von Mikrometeoriten der Größenordnung von 1.E-7 bis 1.E-4 g im erdnahen Raum zu erforschen. Demonstration des iterativen Steuermoduses der Rakete und weitere Tests der Steuerungsdüsen. Evaluation der Funktionen von Apollo und Saturn sowie der Apollo-Rettungsrakete.

## Aufbau
Aktives Launch Escape System (LES):

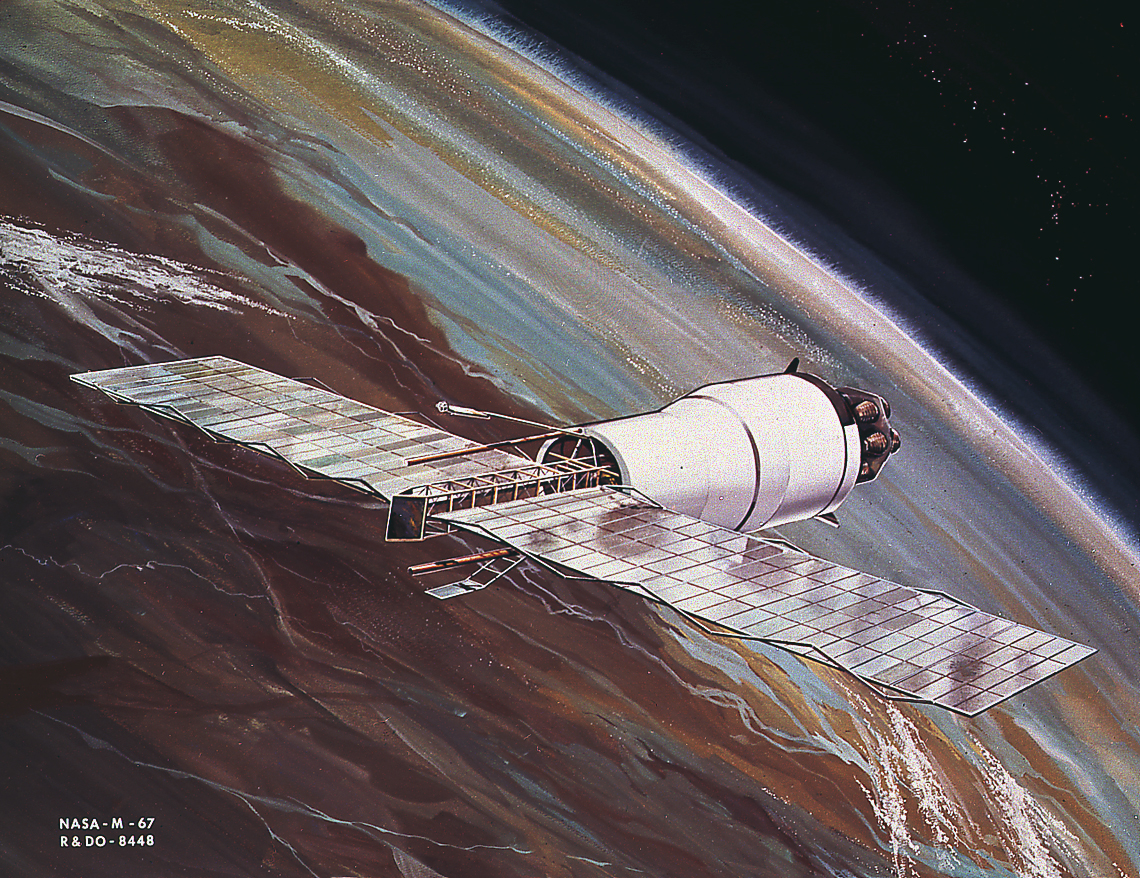
Pegasus-Satellit

Funktionsfähige Rettungsrakete mit 4,70 m Höhe. Fluchtturm, eine 3,05 m hohe Tragekonstruktion für die Rettungsrakete.
Apollo-Dummy (BP-9), das naturgetreue Modell (engl. Boilerplate genannt) wog 4.600 kg und bestand aus dem Kommandomodul (CM): eine konische Aluminiumkonstruktion mit einem Basis-Durchmesser von 3,91 m und 3,56 m Höhe und dem Servicemodul (SM): eine Aluminiumkonstruktion, die auch als Nutzlastverkleidung des Satelliten diente, war mittels einer Adaptersektion auf der Instrumenten-Einheit der zweiten Stufe montiert. Wie bei A-104 wurden Prototypen der Steuerungsdüsen (RCS) eingesetzt.
Der Pegasus-Satellit war mit der zweiten Stufe fest verbunden, maß 5,28 × 2,13 × 2,41 Meter und wog 1.805 kg. Die Zentraleinheit umfasste die Elektronik, Sensoren, Solarpanele und die Mechanik zum Entfalten der beiden ausfahrbaren Detektorflächen. Diese waren 29,3 Meter lang, 4,3 Meter breit und registrierten den Mikrometeoriteneinschlag.

## Vorbereitung
Die Stufen wurden zwischen 8. Mai und 1. Juni 1965 zum Kennedy Space Center geliefert und auf dem Launch Complex 37B aufgebaut. Es gab keine nennenswerten Komplikationen.

## Flugverlauf

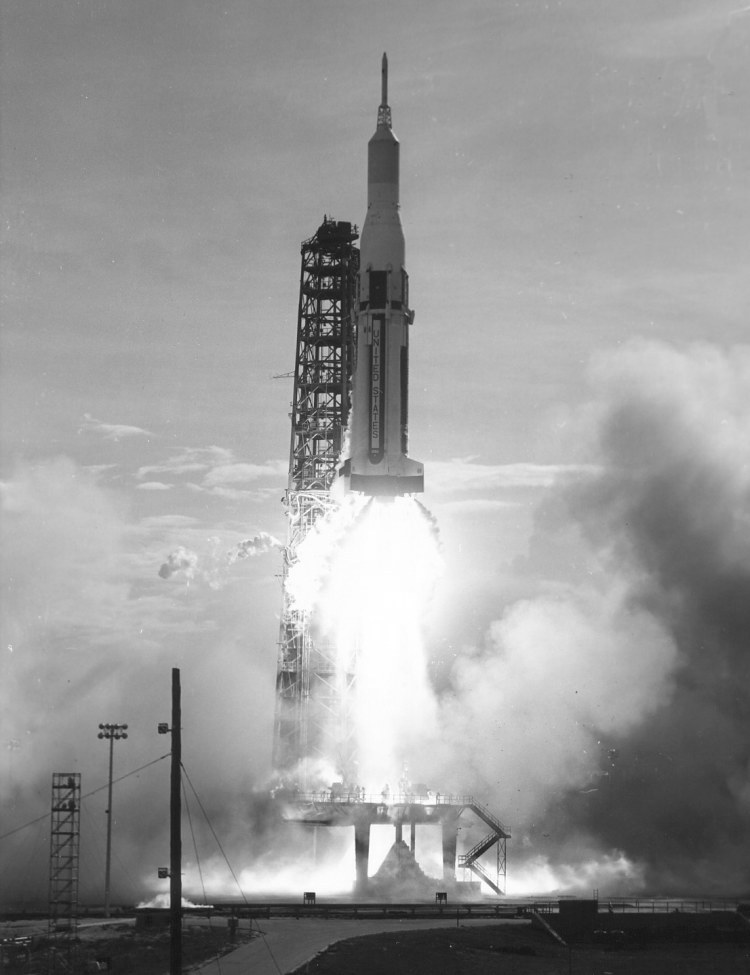
Start der A-105-Mission

Der Start erfolgte am 30. Juli 1965 um 12:58:00 UTC. Nachdem die erste Stufe abgetrennt war und die zweite gezündet hatte, wurde auch das LES durch die Triebwerke der Rettungsrakete wie geplant abgetrennt.
10 Minuten und 42 Sekunden nach dem Start schwenkte die Rakete in eine Umlaufbahn. Die Einheit, bestehend aus Apollo, Pegasus, Adapter, Instrumenteneinheit, Treibstoff und zweiter Stufe, hatte zu diesem Zeitpunkt eine Masse von 15,6 Tonnen. Knapp drei Minuten später wurde das Apollo-Raumschiff von der zweiten Stufe (und dem auf ihr montierten Satelliten) getrennt und auf eine eigene Flugbahn gebracht, wo es bis 22. November 1975 blieb. Pegasus wurde in eine nahezu kreisförmige Umlaufbahn gesteuert und entfaltete eine Minute nach der Trennung seine Detektorflächen.
Seine Lebensdauer war für etwa 720 Tage geplant. Die Satelliteninstrumente und die Funksignale wurden am 29. August 1968 abgeschaltet. Am 4. August 1969 verglühte der Satellit in der Atmosphäre.

## Auswirkung auf das Apollo-Programm
Einer der FM-Sender fiel nach drei Monaten aus, es gingen aber keine Daten verloren und alle gesteckten Ziele wurden erreicht.
Somit war das Testprogramm der Saturn I erfolgreich abgeschlossen. Die nächsten Missionen sollten mit der stärkeren Saturn IB ein funktionsfähiges Apollo-Raumschiff ins All bringen.